# Saizenay
Saizenay – miejscowość i gmina we Francji, w regionie Burgundia-Franche-Comté, w departamencie Jura.
Według danych na rok 1990 gminę zamieszkiwało 112 osób, a gęstość zaludnienia wynosiła 23 osoby/km² (wśród 1786 gmin Franche-Comté Saizenay plasowao się na 631. miejscu pod względem liczby ludności, natomiast pod względem powierzchni na miejscu 814.).